# رولز رويس القابضة
مجموعة رولز رويس بي إل سي (بالإنجليزية: Rolls-Royce Group PLC)‏ شركة بريطانية متعددة الجنسيات، تعمل في مجال أنظمة الطاقة، ومقرها في مدينة وستمنستر، لندن، المملكة المتحدة. وهي ثالث أكبر شركة منتجة في العالم لمحركات الطائرات،  وتعتبر أيضا إحدى كبرى الشركات العاملة في قطاعات الطاقة والدفع للمعدات البحرية. تحتل المرتبة 16 في قائمة أكبر شركات العالم المنتجة للمعدات الدفاعية من حيث العائدات، وذلك حسب إحصائيات عام 2011. . ومع نهاية عام 2011 بلغت قيمة طلبات الشراء المعلنة مبلغ 62.2 مليار جنيه إسترليني.
يتم تداول رولز رويس في بورصة لندن، وهي إحدى الشركات التي يتكون منها مؤشر فاينانشال تايمز 100 (فوتسي 100). وفي يونيو عام 2013 بلغت قيمة الشركة السوقية £22.22 مليار، وتحتل الترتيب 24 كأكبر شركة مسجلة وقائمة بشكل أساسي في بورصة لندن.

## التاريخ

### 1906-1971

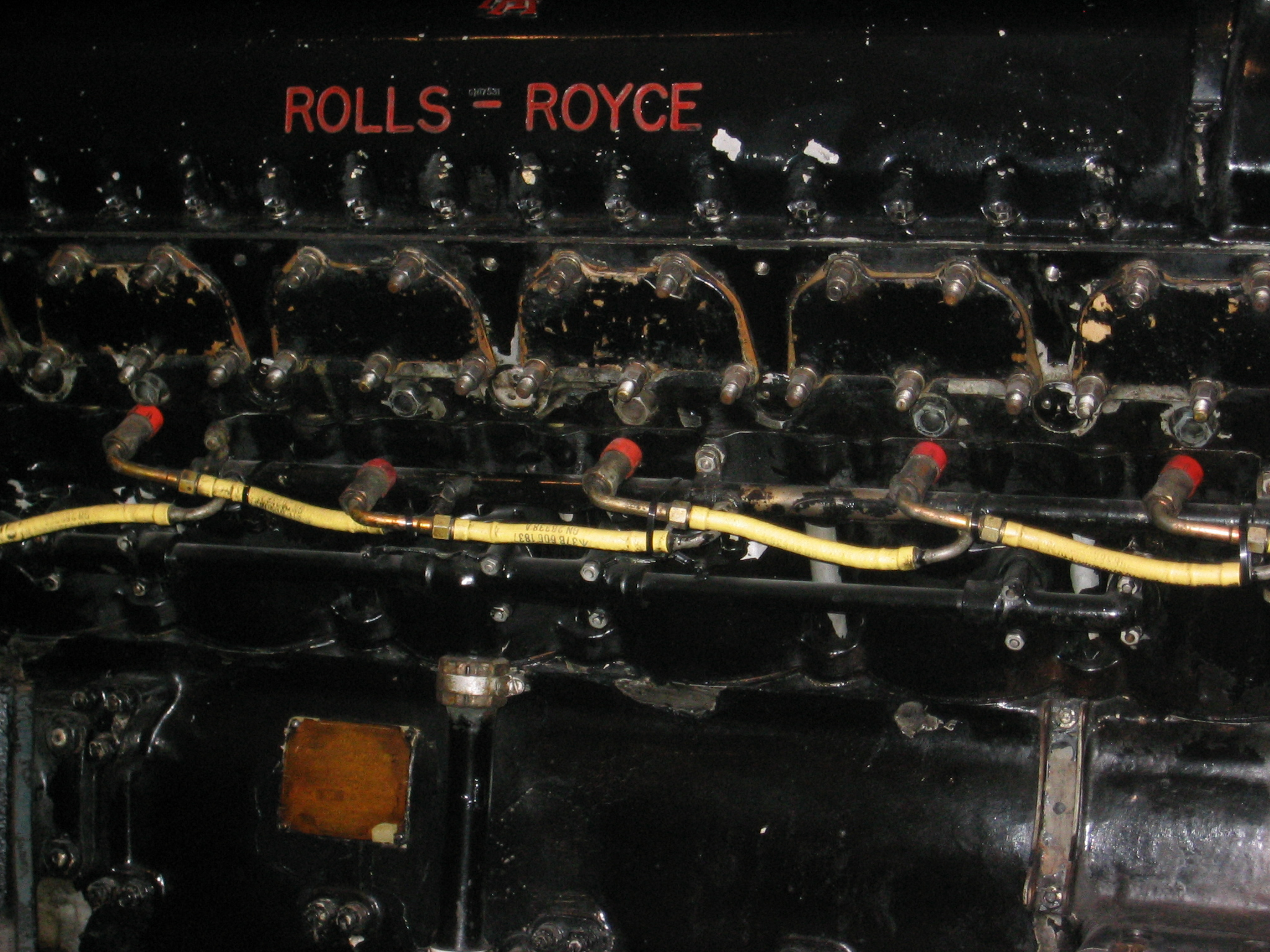
صورة مقربة لمحرك رولز رويس ميرلين “Rolls-Royce Merlin”

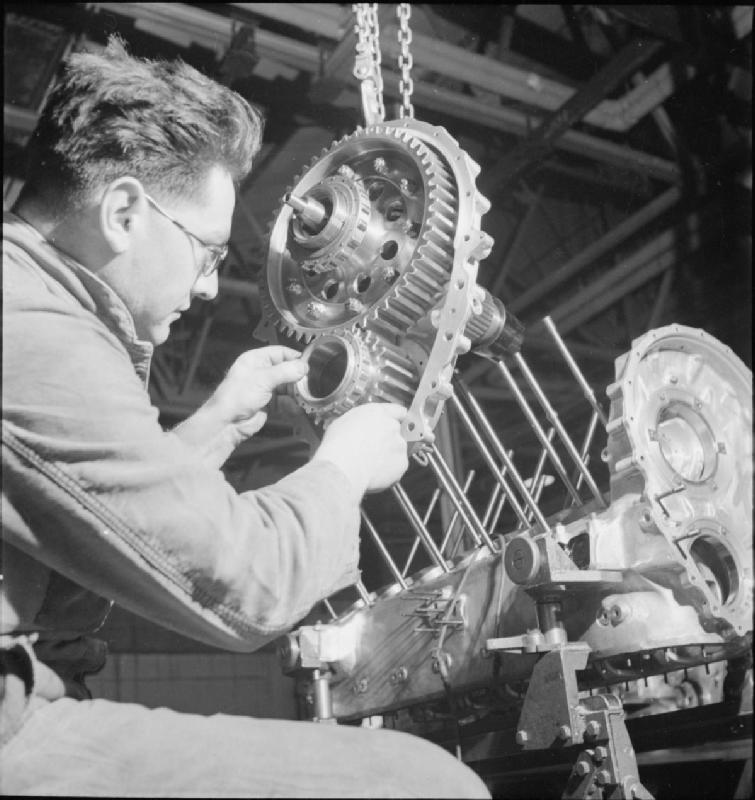
محرك رولز رويس ميرلين يتم تصنيعه في مصنع بريطاني في عام 1942

رولز رويس المحدودة تأسست في عام 1906 من قبل هنري رويس وتشارلز رولز في فندق ميدلاند في مانشستر ، وأنتجت محركها أول طائرة في عام 1914.
حوالي نصف محركات الطائرات التي استخدمت من قبل الحلفاء في الحرب العالمية الأولى صنعت من قبل رولز رويس. وبحلول أواخر العشرينات كانت محركات الطائرات تشكل معظم الأعمال التجارية لرولز رويس. وكان آخر تصميم شارك فيه هنري رويس هو تصميم محرك رولز رويس ميرلين الجوي، والذي خرج الي العلن في عام 1935، بينما توفي رويس في عام 1933. ومحرك رولز رويس ميرلين هو امتدار للتطور من سابقه محرك رولز رويس آر (R)، والذي كان يشغل الطائرة المائية سوبرمارين أس.6بي (S.6B) محطمة الرقم القياسي للسرعة عندما حققت تقارب من من 400 ميل بالساعة وذلك خلال كأس شنايدر في عام1931.
يعتبر محرك رولز رويس ميرلين محركا أسطوريا ورمز وطني بريطاني. ومحرك ميرلين يزود بالطاقة العديد من طائرات القوات البريطانية خلال الحرب العالمية الثانية: مثل طائرات هوكر هوريكان وسوبرمارين سبتفاير ودي هافيلاند موسكيتو (ذات المحركين) وأفرو لانكاستر ذات الأربع محركات، وكذلك أيضا أدى محرك ميرلين إلى تحول الطائرة الأمريكية موستانغ بي-51 (P-51) إلي أن تكون واحدة من أفضل المقاتلات في ذلك الوقت، بفضل محرك ميرلين الذي صنعتة شركة باكارد لها بموجب ترخيص من رولز رويس. وسميت محركات المكبس فيما بعد باسم الطيور الجارحة (birds of prey). وكانت تستخدم من قبل سلاح الجو الملكي البريطاني في طائرة هوكر هوريكان وطائرة سوبرمارين سبتفاير والتي فازت في معركة بريطانيا. وأعتبر محرك ميرلين في كثير من الأحيان واحدا من العوامل الرئيسية في كسب الحلفاء للحرب. أنتج أكثر من 160,000 نسخة من محركات ميرلين.
في فترة ما بعد الحرب العالمية الثانية، تقدمت رولز رويس تقدما كبيرا في تصميم وتصنيع المحركات التوربينة الغازية. ونالت المحركات التور بينية المروحية من طراز دارت (Dart) وطراز تاين (Tyne) أهمية خاصة، مما ممكن شركات الطيران على خفض أوقات الرحلات القصيرة، في حين كانت طائرات الركاب النفاثة تعمل على الرحلات الطويلة. تم استخدام محرك دارت في كل من طائرة أرجوسي وطائرة أفرو 748 (الطراز العسكري منها هو أندوفر)، وطائرة فوكر إف27 فريند شيب وطائرة فيكرز فيسكونت. في حين أن محرك تاين الأكثر قوة كان يدعم طائرات مثل بريغيه اتلانتيك وترانسال وفيكرز فانقارد . والعديد من هذه المحركات المروحية التوربينية لا تزال في الخدمة حتى اليوم.
محركات رولز رويس التربينية كانت تحمل تسميات رقمية تقليدية تنشا خلال التطوير، ومن ثم تم تعيين أسماء أنهار بريطانية عند التسليم. وقد تم استخدام أسماء الأنهر لمحركات رولز النفاثة لتعكس طبيعتها وهي: التدفق المستمر من الطاقة بدلا من التدفق المتقطع من المحرك المكبسي. حرفي أر بي (RB) هي اختصار على رولز رويس بارن اولدسويك (Rolls-Royce Barnoldswick). وهو مرفق صناعي كان في السابق ملك شركة روفر يقع شمال بيرنلي. حيث تم شراء هذا المرفق من قبل رولز رويس عندما بدأت إنتاج أول محركات الدبابات التوربينيه من نوع ويتل (Whittle) والتي بنيت على قاعدة واسس محرك ميرلين.
من بين المحركات النفاثة في تلك الفترة كان محرك أر بي163 سبي (RB163 Spey)، والذي يدفع طائرة هوكر سايدلي ترايدنت وطائرة باك 1-11 وطائرة غرومان غلف ستريم الثانية وطائرة '. الإصدارات العسكرية لمحرك سبي يشغل طائرة بوكنيير أس 2' (Blackburn Buccaneer) في سلاح الجو الملكي البريطاني وطائرة إف-4 فانتوم كيه / إم (F4K/F4M) وطائرة نمرود. منحت رخصة بناء محرك سبي من قبل شركة أليسون للمحركات كما محرك تي إف 41 (TF41) لطائرة إيه-7 كورسير. أنواع أخرى من المحركات العسكرية أنتجت في النصف الثاني من القرن العشرين تشمل محرك آفون (Avon) ومحرك فايبر (Viper)، وهذه المحركات مازالت تعمل على العديد الطائرات البريطانية حتى اليوم.
أيضا في هذه الفترة كان محرك رولز رويس كونواي (Conway) المروحي والذي يعد ذو قدرة التفافية بنسبة منخفضة (بمقاييس اليوم) والذي كان يستخدم في بعض من طائرات بوينغ 707 وطائرات دوغلاس دي سي-8، وطائرات فيكرز في سى 10، فضلا عن البديل MKII من قاذفة القنابل هاندلي بيج فيكتور التابعة لسلاح الجو الملكي البريطاني.
خلال أواخر الخمسينات وبداية الستينات، كان هناك ترشيد كبير من الشركات البريطانية المصنعة للمحركات الجوية، وبلغت ذروتها في عملية الدمج التي تمت ما بين رولز رويس وبريستول سايدلي في عام 1966. بريستول سايدلي، والتي هي أصلا نتاج عن اندماج ارمسترونغ سايدلي وبريستول سايدلي والذي تم في عام 1959، ومع مصنعها الرئيسي والواقع في قرية فيلتون بالقرب من بريستول والذي يعتبر قاعدة قوية في صناعة المحركات العسكرية، بما في ذلك محرك أوليمبوس والذي تم اختياره لتشغيل لطائرة كونكورد .

### التأميم والانفصال
بعد أن تم اختيارها باعتبارها المورد المحرك الوحيد لطائرة لوكهيد إل-1011 تراى ستار، ارتكنت رولز رويس بشدة إلى محرك رولز رويس أر بي 211، ولكن عملية تطويره عرقلت بسبب مشاكل تقنية كبيرة، وفي 4 فبراير 1971 وضعت رولز رويس تحت الحراسة الإدارية بغرض إنقاذ الشركة، فقامت حكومة رئيس الوزراء البريطاني إدوارد هيث بتأميم الشركة. في عام 1973 فصل قسم السيارات عن قسم محركات الطائرات، وسميت رولز رويس موتورز وتم بيعها لشركة فيكرز. وكان من الآثار الجانبية لهذه القضية تغييرا في الأنظمة المحاسبية لتمنع رسملة الإنفاق على البحوث. حيث أدت هذه الممارسة في مبالغة رولز رويس على نطاق واسع في أصولها، وبالتالي تمويه الصعوبات المالية التي كانت تمر بها حتى فوات الأوان لطلب المساعدة الفعالة.

### الخصخصة والتوسع
في عام 1987، تمت خصخصة شركة رولز رويس بي إل سي في ظل حكومة مارغريت ثاتشر. وفي الثمنينات شهدت مقدمة إدخال سياسة لتقديم محركات بإعداد أكبر وعلى نطاق أوسع بكثير لتشمل أنواع مختلفة من الطائرات المدنية، لتصبح محركات شركة رولز رويس بي إل سي الآن توفر الطاقة لـ 17 نوع من الطائرات المختلفة، ومقارنة مع جنرال الكتريك للطيران التي توفر الطاقة لـ 14 طائرة مختلفة، بينما برات آند ويتني توفر الطاقة لـ 10 طائرة مختلفة.
في عام 1988، استحوذت شركة رولز رويس على شركة الصناعات الهندسية الشمالية (بالإنجليزية: Northern Engineering Industries)‏ المعروفة أختصار بـ (نيى)(NEI)، وهي مجموعة من الشركات الهندسية الثقيلة المرتبطة أساسا بصناعة توليد الطاقة الكهربائية وإدارة الطاقة، ومقرها في شمال شرق انكلترا. وضمت المجموعة شركة كلارك تشابمان (Clarke Chapman) لصناعة الرافعات وشركة رايرول (Reyrolle) (وهي الآن جزء من شركة سيمنز) وشركة بارسونز (وهي الآن جزء من سيمنز للتوربينات البخارية). وتم إعادة تسمية الشركة الي مجموعة رولز رويس للطاقة الصناعية. حيث تم بيعها خارج تدريجي على مدى عقد من الزمن، كما أن الشركة إعادت التركيز على عملياتها الأساسية في صناعة المحركات الجوية بعد فترة الركود في أوائل التسعينات.
في عام 1990، بي ام دبليو ورولز رويس أسست شركة بي ام دبليو-رولز رويس وهو مشروع مشترك بينهما لإنتاج محرك رولز رويس بي أر 700 (BR700) مجموعة من المحركات للطائرات الإقليمية والشركات، بما في ذلك محرك بي أر 725 (BR725) لطائرة غلف ستريم جي 650، والذي حصل على شهادة وكالة سلامة الطيران الأوروبية (EASA) في يونيو 2009. انسحبت بي إم دبليو في وقت لاحق من الشركة، وسيطرت رولز رويس سيطرة كاملة عليها في عام 2000، وأعيد تسميتها إلي رولز رويس دويتشلاند.

### الاستحواذ على أليسون
في 21 نوفمبر 1994، أعلنت شركة رولز رويس عن نيتها للحصول على شركة أليسون للمحركات،  وأليسون هو صانع أميركي للتوربينات الغازية والمكونات المستخدمة في قطاع الطيران والمحركات الصناعية والبحرية. وهناك ارتباط تقني وفني بين الشركتين يعود تاريخه إلى الحرب العالمية الثانية. وقد حاولت رولز رويس في السابق شراء الشركة عندما أرادت جنرال موتورز بيعها في عام 1993، ولكن جنرال موتورز اختيرت لإدارة الاستحواذ بدلا من 370 مليون دولار أمريكي. وذلك بسبب تورط أليسون في تصدير التكنولوجيا السرية المقيدة، وكان اقتناء 1994 يخضع للتحقيق لتحديد آثار أمنية وطنية. في 27 مارس 1995، أعلنت وزارة الدفاع الأمريكية أن "صفقة بين شركة أليسون للمحركات ورولز رويس لا يهدد الأمن القومي ". ومع ذلك، اضطرت رولز رويس لإنشاء مجلس وكيل لإدارة أليسون، وقامت أيضا بتأسيس شركة منفصلة، أسمتها شركة أليسون للتطوير المتقدم (بالإنجليزية: Allison Advanced Development Company, Inc)‏ وذلك لإدارة تصنيف البرامج التي تنطوي على تكنولوجيات متقدمة" مثل برنامج المقاتلة جوينت سترايك . وفي عام 2000، تم استبدال هذا التقييد من قبل ترتيبات أمنية خاصة أكثر مرونة. وفي عام 2001، ورولز رويس وشركتها التابعة رولز رويس لأنظمة الرفع (بالإنجليزية: Rolls-Royce LiftSystem)‏ كانت من ضمن المجموعة التي فازت بعقد (JSF) المساهمة في المشروع طائرة إف-35 لايتنيغ الثانية
اقتناء أليسون، بمبلغ 525 مليون دولار (أي ما يعادل 328 مليون جنيه إسترليني)،  جلب لرولز رويس أربعة أنواع من لمحركات الجديدة في سلسلة محرك رولز رويس المدنية وتستخدم على سبع منصات مختلفة وعدد من الطائرات الخفيفة. وتعرف الآن أليسون باسم شركة رولز رويس وهي جزء من رولز رويس أمريكا الشمالية.
في عام 1996، رولز رويس وايرباص يوقعان على مذكرة تفاهم، تحدد بأن محرك ترينت 900 هو الخيار الاساسي للطائرة (A3XX)، والتي تسمى الآن إيرباص إيه 380.

### 1999 الاستحواذ
صرفت رولز رويس 1.063 مليار جنيه استرليني على عمليات الاستحواذ في عام 1999. كانت هذه المصالح من كوبر لخدمات الطاقة (مع تأثير جعل كوبر رولز مشروع مشترك وهي شركة فرعية مملوكة بالكامل لشركة رولز رويس)، فيكرز، المؤسسة الوطنية Airmotive وحصة بي ام دبليو في بي ام دبليو-رولز رويس.
استحوذت رولز رويس بي إل سي على قسم الأعمال البحرية من شركة فيكرز. وكانت فيكرز قد قامت بتوسيع قسم الأعمال البحرية في الفترة التي سبقت عملية الشراء، وذلك بشراء شركة كاميوا (Kamewa) السويدية، وهي شركة مصنعة لمحركان الدفع والنفث المائي (waterjets) ومراوح التحكم الهزازة، في عام 1996، براون براذرز، توجيه والعتاد والشركة المصنعة مثبتات وUlstein ، والدفع البحرية الرئيسية وشركة هندسية، في عام 1998. رولز رويس تباع فيكرز الدفاع الأنظمة (الأخرى منطقة فيكرز الرئيسية من الأعمال) إلى الفيس المجلس التشريعي الفلسطيني في عام 2002، والذي أصبح بعد ذلك ألفيس فيكرز، ثم أكبر شركة عربة مدرعة في المملكة المتحدة.
وقد أنشأت رولز رويس مكانة رائدة في الشركات وشركات الطيران الإقليمية القطاع من خلال تطوير محرك تاي، واقتناء أليسون وتوطيد BMW رولز رويس مشروع مشترك. في عام 1999، تم تغيير اسمها BMW رولز رويس رولز رويس دويتشلاند وأصبحت شركة فرعية مملوكة 100٪ لشركة رولز رويس بي إل سي.
نظم الأمثل والحلول (المعروف سابقا باسم أنظمة وحلول البيانات) تأسست في عام 1999 كمشروع مشترك بين شركة رولز رويس بي إل سي وشركة العلم الطلبات الدولية (SAIC). في أوائل عام 2006، خرجت SAIC اتفاق المشروع المشترك، مما يجعل رولز رويس بي إل سي المالك الوحيد.

### القرن 21
- في 6 ابريل 2004، أعلنت بوينغ أنها اختارت كل من رولز رويس وجنرال الكتريك لتزويد طائرتها من طراز بوينغ 787 بالمحركات. حيث قدمت رولز رويس في محرك ترنت 1000، وسلسلته المتطورة. وقدمت جي إي محرك جنرال إلكتريك جينكس، والذي تطور من محرك جي إي 90.[26]
- في 13 يونيو 2004، تم منح شركة رولز رويس صفقة 110 مليون جنيه إسترليني مع وزارة الدفاع البريطانية لتوريد محركات لطائرات النقل من طراز سي-130 هيركوليز للسنوات ال 5 المقبلة.[27]
- في يوليو 2006، توصلت رولز رويس لاتفاق لتزويد نسخة جديدة منقحة من محرك ترينت لطائرة إيرباص إيه 350. وعلى الرغم من أن التفاصيل لم يفرج عنه حتى الآن، فمن المحتمل أن ما يسمى ترينت إكس دبليو بي سيكون أكبر بكثير من 1700 ترينت، في الأساس وخنق للدفع من رولز رويس ترنت 1000 المخصصة لإيرباص إيه 350 الاقتراح الأصلي.[28]
- في أكتوبر 2006، علقت رولز رويس إنتاج لها ترنت 900 المحرك بسبب التأخير من قبل شركة ايرباص على تسليم إيرباص إيه 380 العملاقة. أعلنت شركة رولز رويس في أكتوبر 2007 أن إنتاج ترينت 900 قد تم إعادة تشغيل بعد توقف اثني عشر شهرا بسبب التأخير في إنتاج إيرباص إيه 380.[29] مرافق التصنيع والواقعة في مدينة ديربي توظف 11,000 عامل وسوف تستمر في إنتاج محركات لطائرات بومباردييه وطائرات بوينغ، بما فيها تلك التي لسلسلة طائرة بوينغ 787 الجديدة وطائرات ايرباص الأخرى مثل إيرباص إيه 330 وإيرباص إيه 340.

على الجانب العسكري، رولز رويس وبالتعاون مع الشركات المصنعة الأوروبية الأخرى، كانت المقاول الرئيسي لمحرك أر بي 199 (RB199) بطرازاتة المختلفة والمخصص لدفع الطائرة المقاتلة تورنادو، وأيضا لمحرك إي جيه 200 (EJ200) للمقاتلة الاوربية يوروفايتر تايفون. كما أنه تم تعديل اثنين من محركات أر بي 199 (RB199) ليدعم الطائرة البريطانية الاستعراضية من طراز ياب (EAP) والتي تطورت من الطائرة يوروفايتر تايفون. وقد حققت رولز رويس من خلال شركتها الفرعية رولز رويس للنظم الرافعة (Rolls-Royce LiftSystem) إلى مستوى الإنتاج المخطط له وبأعداد كبيرة للنظام الخاص بالدفع الرافع لتقديمة لشركة لوكهيد مارتن وذلك لاستخدامه فيبرنامج مقاتلة الغارة المشتركة والمعروف أختصارا باسم (JSF)، والخاص بإنتاج المقاتلة إف-35 لايتنيغ الثانية.
- في معرض باريس الجوي لعام 2005، حققت رولز رويس أوامر بيع تجاوزت قيمتها مبلغ مليار دولار. حيث تلقت طلب شراء مؤكد بقيمة 800 مليون دولار من الخطوط الجوية الصينية لتزويد 20 طائرة إيرباص إيه 330 بالمحركات.[31]

في 18 يونيو 2007، أعلنت شركة رولز رويس في في معرض باريس الجوي لعام 2007، أنها وقعت أكبر عقد في تاريخها مع الخطوط الجوية القطرية لتزويدها بمحركات ترينت إكس دبليو بي لـ 80 طائرة من طراز إيرباص إيه 350-إكس دبليو بي بقيمة 5.6 مليار دولار حسب الأسعار القائمة. في 11 نوفمبر 2007، تم الإعلان عن عقد كبير آخر في معرض دبي للطيران من طيران الإمارات لمحرك رولز رويس ترينت إكس دبليو بيإلى السلطة 50 إيرباص إيه 350-900 و20 طائرة إيرباص إيه 350-1000 مع 50 حقوق خيار. ونظرا ليتم تسليمها ابتداء من عام 2014، من اجل فمن المحتمل أن تصل قيمتها إلى 8.4 مليار دولار أمريكي بأسعار القائمة، بما في ذلك الخيارات.
يوم 20 نوفمبر 2007، أعلنت شركة رولز رويس عن خطط لبناء أول منشأة للمحركات الجوية في آسيا والمسمى (Seletar Aerospace Park) في سنغافورة. بلغت تكلفة مصنع سنغافورة 562 مليون دولار (355 مليون جنيه إسترليني)، وهو مكمل لأعمال المرفق القائم في ديربي من خلال التركيز على التجميع واختبار المحركات المدنية الكبيرة، مثل محرك ترينت 1000 ومحرك ترينت إكس دبليو بي. وسوف تكون الإنتاجية أعلى من إنتاجية مصنع ديربي، كذلك فأن مصنع سنغافورة يعتبر محطة متكاملة تماما، ويعكس عمليات التصنيع التي تحدث عبر خمسة مواقع في المملكة المتحدة. ويستغرق تصنيع محرك ترينت 900 14 يوما في مصنع سنغافورة، بينما يستغرق 20 يوما في المملكة المتحدة. وفي بداية مشروع مصنع سنغافورة كان متوقعا أن يوفر فرص عمل لأكثر من 330 شخصا،  الا ان عدد العاملين تضاعف مع بداية الإنتاج في عام 2012، حتى أصبح يعمل هناك أكثر من 1,600 موظف.
في عام 2011 وخلال معرض أفالون الجوي (Avalon Airshow)، واجهت رولز رويس أسئلة بشأن وقوع حوادث مع محرك ترينت 900 المروحي، والذي يستخدم لتشغيل طائرة إيرباص إيه 380. حيث عانى واحد من محركات ترينت 900 لفقدان جزئي للطاقة الدافعة، وذلك خلال رحلة لطيران كانتاس في فبراير 2011. وجاء ذلك في أعقاب الحادث الذي وقع في نوفمبر 2010 في محرك تفكك في الجو لطائرة كانتاس الرحلة 32 مما أدى إلى الهبوط اضطراريا في سنغافورة. وتعرضت الطائرة لأضرار جسيمة، مما أجبر طيران كانتاس لإيقاف أسطولها من طائرات من طراز إيرباص إيه 380. وتم عزي المشكلة إلى وجود شرخ أجهادي في انبوب زيت يتطلب الاستبدال في بعض المحركات وتعديلات على التصميم. طائرة إيرباص إيه 380 ترينت التي تعمل بالطاقة التي تديرها لوفتهانزا الألمانية والخطوط الجوية السنغافورية تأثرت أيضا. كانتاس عاد تدريجيا طائرات من طراز إيرباص إيه 380 لخدمة على مدى عدة أشهر. في يونيو 2011 أعلنت الشركة انها وافقت على تعويضات من رولز رويس تبلغ 100 مليون دولار أمريكي.
في مارس 2011، رولز رويس ودايملر إيه جي طرحت 100% من رأس المال شركة توغنوم إيه جي (TOGNUM AG) والبالغ 4.2 مليار دولار للمساهمة العامة، شركة توغنوم إيه جي تملك شركة أم تي يو فريدرايشفان (MTU Friedrichshafen) وهي إحدى الشركات الرائدة في صناعة محركات الديزل الصناعية والبحرية عالية السرعة، الذي اكتمل باستخدام 50:50 شركة مشتركة. رولز رويس وشركة دايملر AG تنوي أن الشركة المشتركة، التي تضم أيضا الآن القائمة محرك بيرغن التجارية رولز رويس، وهي مدرجة في بورصة فرانكفورت.
وفي مايو 2012، فاز رولز رويس عقدا بقيمة أكثر من 400 مليون جنيه استرليني، لتحقيق التكامل من تصميم مفاعل لبريطانيا الجيل القادم الغواصات المسلحة نوويا، حسب وزارة الدفاع.
في عام 2013 ذكرت وسائل الاعلام ادعاءات قدمت من اثنين من الموظفين السابقين أن الآلاف من المحركات النفاثة للشركة من إنتاج شعبة الولايات المتحدة تم تصنيعها بعيوب، بما في ذلك استخدام قطع غيار مستعملة في محركات نفاثة وتم بيعها على أنها جديدة.

## منتجات
الفضاء التجارية رولز رويس يجعل التجارية والعسكرية توربينات الغاز محركات للعسكري، والعملاء الطائرات المدنية، والشركات في جميع أنحاء العالم. في الولايات المتحدة، والشركة يجعل محركات للطائرات الإقليمية والشركات، وطائرات الهليكوبتر، والدفع التوربيني الطائرات. أيضا يبني رولز رويس ويثبت قوة جيل النظم. وقد خلق محورها تكنولوجيا توربينات الغاز واحدة من أوسع نطاقات المنتج من ايرو محركات في العالم، مع 50,000 محركات في الخدمة مع 500 شركات الطيران، 2,400 مشغلي الشركات والمرافق وأكثر من 100 من القوات المسلحة، وتشغيل كل من ثابت وذات أجنحة دوارة الطائرات . رولز رويس مارين باور العمليات المحدودة (شركة تابعة) بتصنيع واختبار المفاعلات النووية ل البحرية الملكية الغواصات .

### الفضاء

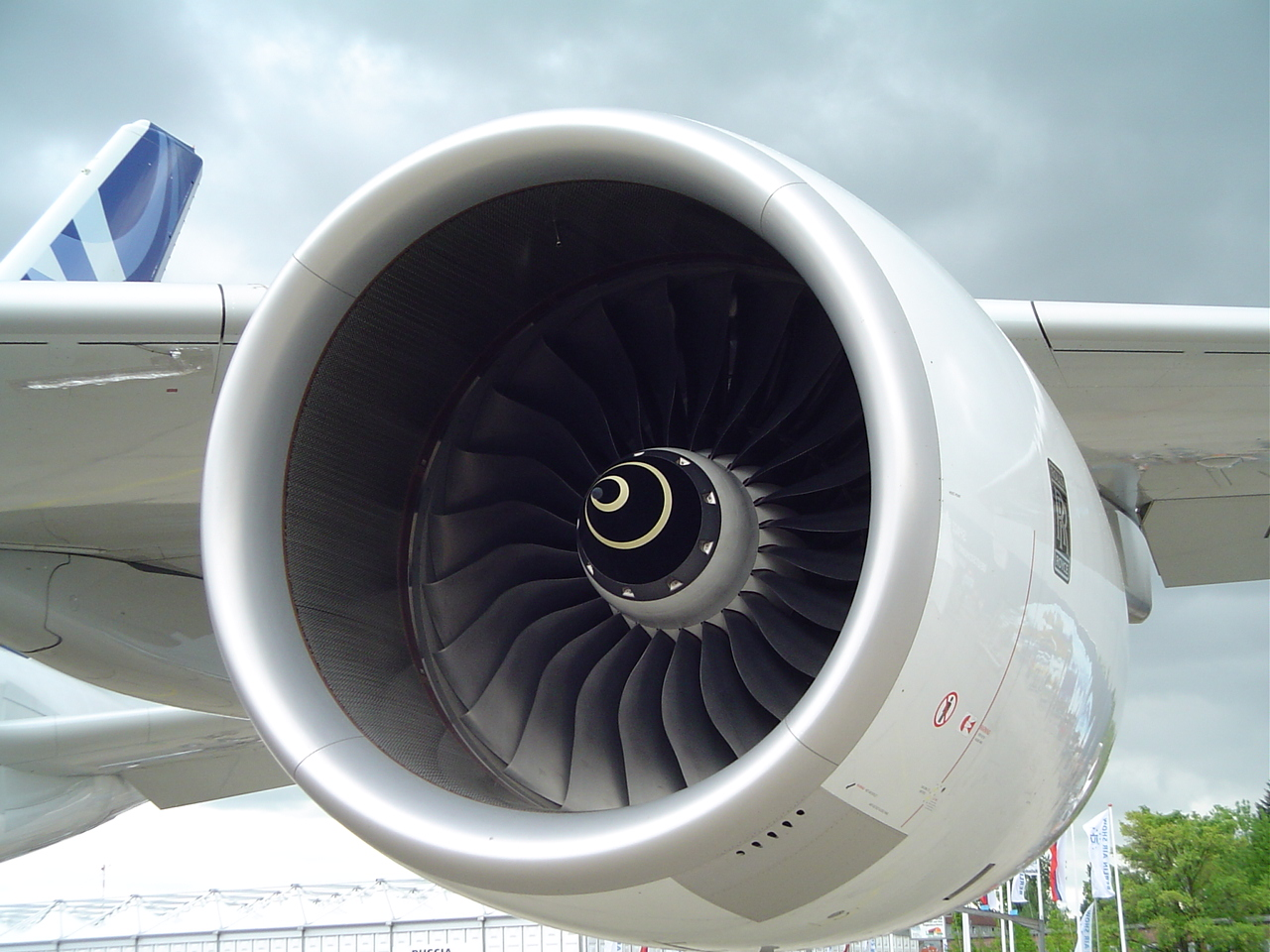
محرك رولز رويس ترنت 900 على نموذج إيرباص إيه 380 ذات الأربعة محركات.

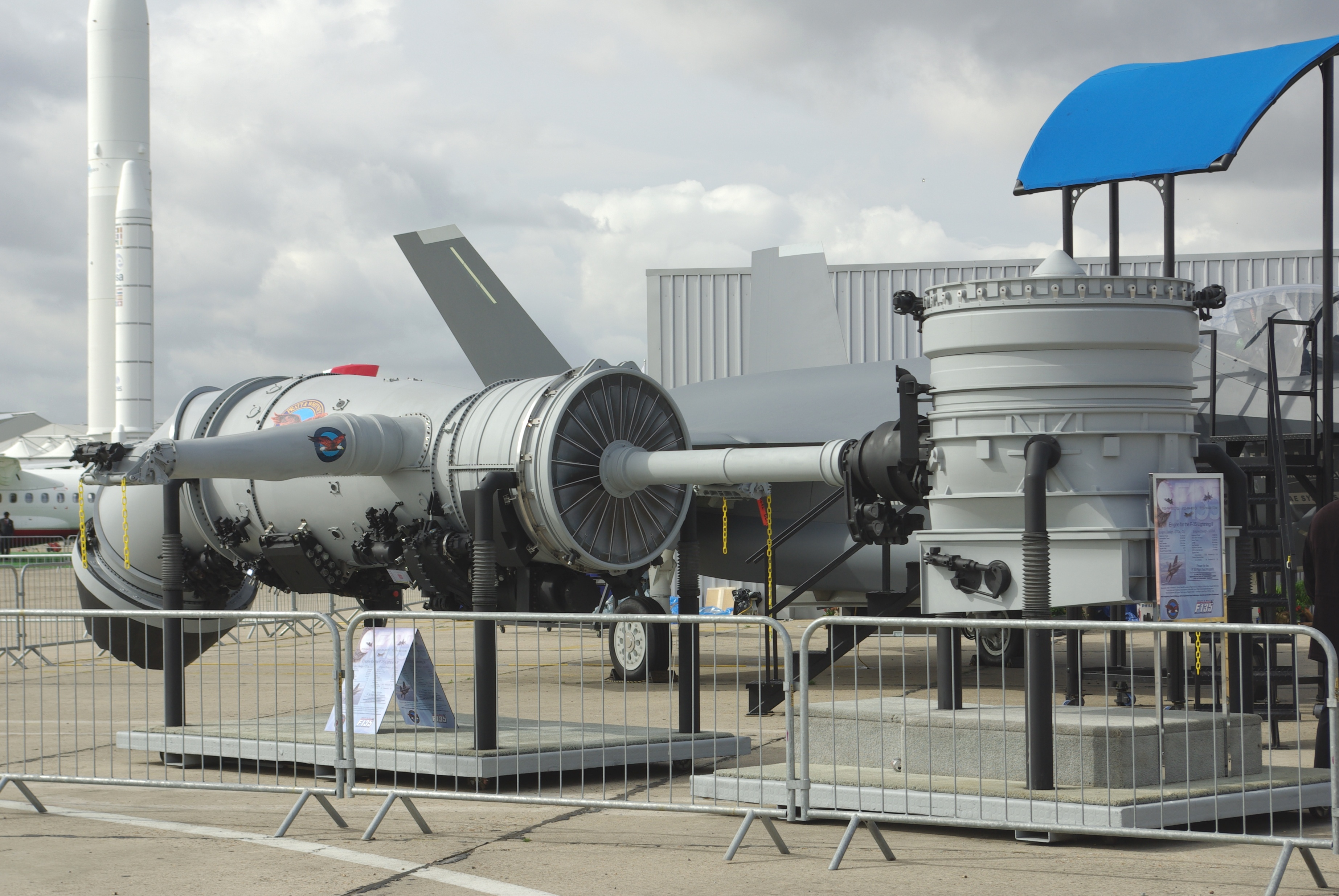
نظام الرفع من رولز رويس المرتبط إلى محرك إف135 المروحي في معرض باريس الجوي في عام 2007

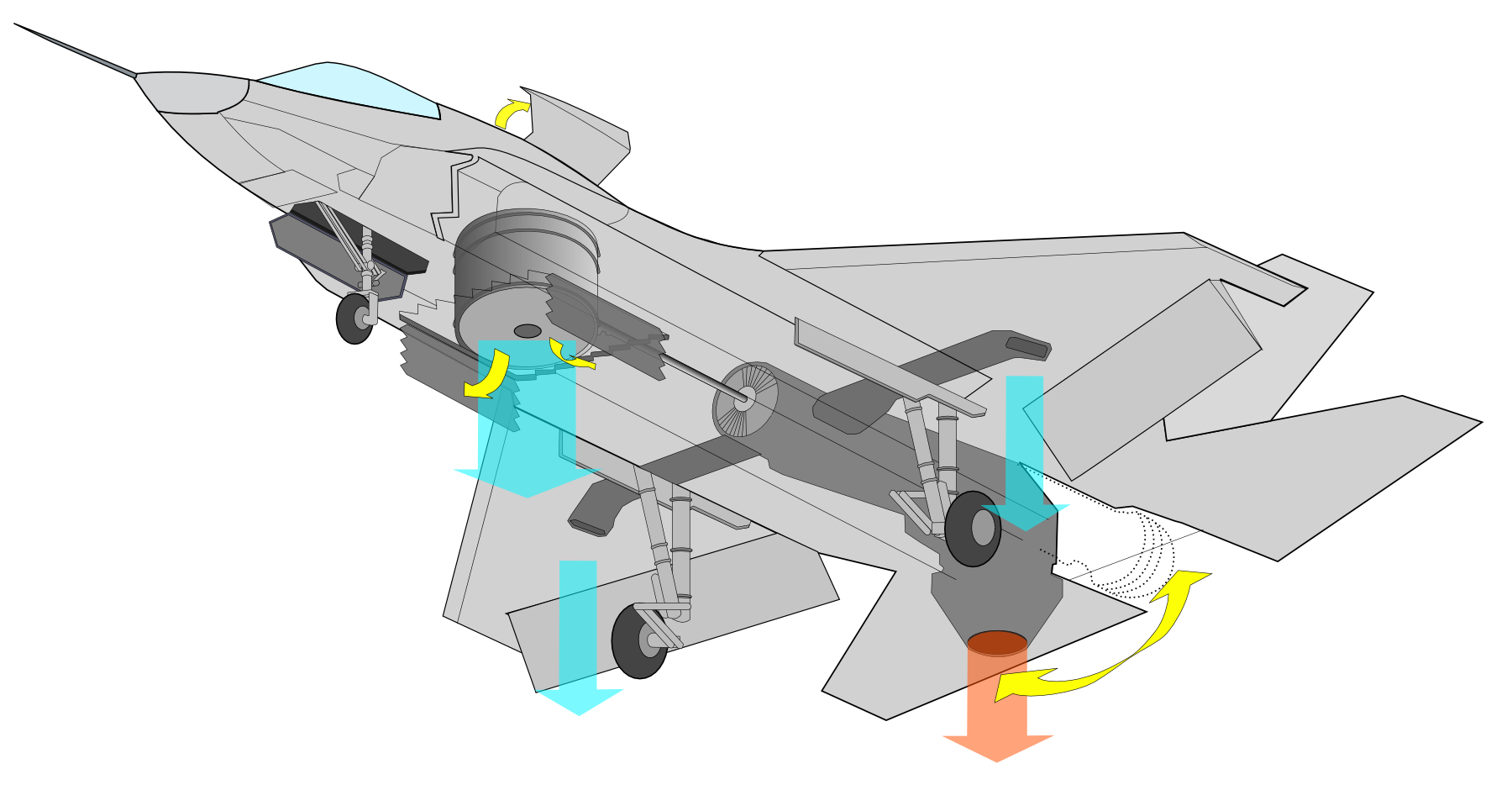
الرسم التخطيطي لمكونات نظام الرفع وتدفق الهواء(LiftSystem)

#### محركات نفاثة توربينية
- رولز رويس أفون
- رولز رويس الافعى
- Rolls-Royce/Snecma أوليمبوس 593
- رولز رويس RB162

#### محركات توربينية مروحية
- رولز رويس AE 3007
- رولز رويس BR700
- رولز رويس كونواي
- رولز رويس أر بي 211
- رولز رويس RB282
- رولز رويس توربوميكا أدور
- رولز رويس بيغاسوس
- محرك أر بي 199 مع شركة توربو يونيون
- رولز رويس تاي (المروحي)
- رولز رويس ترينت
- محرك إي جيه 200 (EJ200) كجزء من أئتلاف يوروجت توربو.
- جنرال الكتريك / رولز رويس F136
- محرك في 2500 (IAE V2500) مع شركة محركات ايرو الدولية

#### محركات عمود دوران توربينية
- رولز رويس AE 2100
- رولز رويس جوهرة
- رولز رويس نموذج 250
- رولز رويس آر آر 300 (RR300)
- رولز رويس RR500
- رولز رويس T406 / AE-1107C الحرية
- رولز رويس T56
- Europrop TP400-D6 (كجزء من يورو بروب الدولية)
- محرك تي بي400-دي6 (TP400-D6) من إنتاج يورو بروب الدولية
- MTR390 (مع أم تي يو للمحركات الجوية وتوربوميكا)
- Rolls-Royce/Turbomeca RTM322
- LHTEC T800 (مع هانيويل )

### البحرية
يقع STX أوروبا ترسانات بناء السفن حيث رولز رويس مصنع في راوما، فنلندا

#### توربينات غازية
- AG9140
- أم تي30 (MT30)
- MT50
- RR4500
- سبي SM1A وتحسين SM1C
- أوليمبوس TM1، TM1A وتحسين TM3B
- تاين RM1A وتحسين RM1C
- WR-21

#### الدفع
- Kamewa والطيور جونسون waterjets ل
- Kamewa داسر نفق
- حورية البحر جراب الدفع
- Ulstein Aquamaster السمت الدافع

#### الغواصات
- الناتو نظام الإنقاذ الغواصة
- PWR1 مفاعل
- PWR2 مفاعل
- حمار وحشي (البطارية)

#### المحامل الهيدروديناميكية
- ميشل كراسى

#### مثبتات
- براون براذرز المثبتات تراث
- براون براذرز نبتون أو المثبتات VM
- براون براذرز المثبتات الدلو

### الطاقة - النفط والغاز

#### توربينات الغاز
- رولز رويس 501
- آفون الصناعية
- RB211 الصناعية
- ترينت الصناعية

#### ضواغط
- برميل ضاغط الطرد المركزي
- خط أنابيب ضاغط الطرد المركزي

### الطاقة - توليد الطاقة

#### توربينات الغاز
- رولز رويس 501
- RB211 الصناعية
- ترينت الصناعية (محرك الميكانيكية وتوليد الطاقة)

رولز رويس وتعمل باستمرار على توربينات الغاز الصناعية. مونتريال في كندا هو المكان حيث يتم العمل البحثي على مولد غاز. سوف ماونت فيرنون نؤيد التعبئة والتغليف الكامل للتوربينات الغاز. ويتم الشحن من انزلاق كاملة من جبل فيرنون.

#### أنظمة التوليد الموزع
- حقل مصدر الطاقة الكهربائية (FEPS)
- APU 2000 مركبة وحدة الطاقة
- المولدات البحرية
- الصلبة أكسيد خلايا الوقود

## وصلات خارجية
- رولز رويس